# Anselm Casimir Wambolt von Umstadt
Anselm Casimir Wambolt von Umstadt (Spira, 30 novembre 1579 – Francoforte sul Meno, 9 ottobre 1647) fu principe arcivescovo di Magonza dal 1630 fino alla sua morte.

## Biografia
I suoi genitori furono Eberhard Wambolt von Umstadt (16 maggio 1546 - 11 gennaio 1601) e Anna von Reiffenberg (morta il 13 novembre 1583). Suo padre fu dal 1573 al 1587 assessore della Corte d'Appello di Spira. Dal 1581 si convertì dal calvinismo al cattolicesimo. Il suo primo matrimonio fu con Anna von Reiffenberg dal 1577. Alla morte di questa si risposò nel 1586 con Anna Amalie von Hattenstein.
Anselm Casimir Wambolt von Umstadt nacque probabilmente a Spira e venne ricevuto nella scuola dei Gesuiti della città, passando poi forse a Praga e dal 1597 fu al Collegium Germanicum di Roma, applicandosi a filosofia e teologia dal 1599.
Nel 1604 tornò a Magonza e il 22 maggio dell'anno successivo venne nominato diacono della cattedrale. Successivamente studiò legge a Padova nel 1608 venendo l'anno successivo nominato Presidente del Consiglio della cattedrale, svolgendo numerose missioni diplomatiche presso altri stati ecclesiastici tedeschi.
Tra il 1619 ed il 1629 divienne funzionario amministrativo a Mombach.
Tra il 1620 ed il 1622 divenne Rettore dell'Università di Magonza.
Il 6 luglio 1629 l'arcivescovo di Magonza morì e Wambolt von Umstadt venne scelto dal capitolo della cattedrale locale il 6 agosto, vincendo contro candidati ben più favoriti dall'imperatore. La curia romana confermò la scelta il 18 gennaio dell'anno successivo e il 18 febbraio inviò il pallio arcivescovile.
Dopo la vittoria sul generale Tilly, il re Gustavo II Adolfo di Svezia mosse le proprie mire contro Magonza, conquistandola il giorno di Natale del 1631, ma Wambolt von Umstadt si era rifugiato a Colonia con tutta la nobiltà e tornò alla conquista della città scacciandone i 3000 svedesi. Il 22 dicembre 1636 a Ratisbona incoronò imperatore Ferdinando III d'Asburgo.
Morì a Francoforte sul Meno il 9 ottobre 1647.

## Genealogia episcopale
La genealogia episcopale è:
- Cardinale Bonifazio Caetani
- Cardinale Pier Paolo Crescenzi
- Vescovo Malatesta Baglioni